# Trác Vinh Thái
Trác Vinh Thái (tiếng Trung: 卓榮泰; bính âm: Zhuó Róngtài; sinh ngày 22 tháng 1 năm 1959) là chính trị gia người Đài Loan. Ông hiện là Thủ tướng Đài Loan. Ông phục vụ trong Hội đồng thành phố Đài Bắc từ năm 1990 đến năm 1998, khi ông lần đầu tiên được bầu vào Viện Lập pháp. Ông vẫn là nhà lập pháp cho đến năm 2004, khi ông được bổ nhiệm làm Phó Tổng Thư ký Phủ Tổng thống trong chính quyền Trần Thủy Biển. Trong cuộc tranh cử tổng thống năm 2008 của Tạ Trường Đình, Trác Vinh Thái đảm nhiệm vị trí Tổng Thư ký Đảng Dân chủ Tiến bộ Đài Loan. Ông trở lại công vụ năm 2017, với tư cách là Tổng Thư ký Hành chính viện dưới quyền Thủ tướng Lại Thanh Đức. Năm 2019, Trác Vinh Thái kế nhiệm Thái Anh Văn làm lãnh đạo Đảng Dân chủ Tiến bộ Đài Loan tới cuối tháng 5 năm 2020.

## Giáo dục
Trác Vinh Thái sinh ra ở Đài Bắc, Đài Loan. Ông lấy bằng cử nhân luật tại Đại học quốc lập Trung Hưng.

## Sự nghiệp chính trị
Trác Vinh Thái là thành viên Hội đồng thành phố Đài Bắc từ năm 1990 đến năm 1998. Sau hai nhiệm kỳ là ủy viên hội đồng thành phố, ông được bầu vào Viện Lập pháp năm 1998 và năm 2001. Ông từ chức Ủy viên Viện Lập pháp tháng 5 năm 2004, kế nhiệm Trần Triết Nam làm Phó Tổng Thư ký Phủ Tổng thống Trung Hoa Dân Quốc dưới nhiệm kỳ của Trần Thủy Biển. Ông được bổ nhiệm làm người phát ngôn của Hành chính viện vào tháng 1 năm 2005. Tháng 1 năm 2006, ông lại tiếp tục đảm nhiệm chức vụ trước đây là Phó Tổng Thư ký Phủ Tổng thống Trung Hoa Dân Quốc. Trác Vinh Thái được bổ nhiệm làm Tổng Thư ký Đảng Dân chủ Tiến bộ vào tháng 10 năm 2007. Ngay sau cuộc tổng tuyển cử vào tháng 1 năm 2008, thay thế cho Trác Vinh Thái ở cương vị Tổng Thư ký Đảng Dân chủ Tiến bộ là Lý Ứng Nguyên.
Tháng 9 năm 2017, ông được bổ nhiệm làm Tổng Thư ký Hành chính viện và nhậm chức cùng với lễ nhậm chức của nội các Thủ tướng Lại Thanh Đức.
Tháng 12 năm 2018, Trác Vinh Thái tuyên bố ý định tranh cử chức Chủ tịch Đảng Dân chủ Tiến bộ Đài Loan bị bỏ trống do sự từ chức của Thái Anh Văn sau thất bại nặng nề trong các cuộc bầu cử địa phương năm 2018. Cuộc bầu cử lãnh đạo được tổ chức vào ngày 6 tháng 1 năm 2019. Đảng Dân chủ Tiến bộ báo cáo rằng tỷ lệ cử tri đi bầu là 16,9%. Trác Vinh Thái giành được 24.699 lá phiếu ủng hộ, tương đương 72,6%. Ông nhậm chức ngày 9 tháng 1 năm 2018, khi kết quả bầu cử chính thức được công bố.

### Thủ tướng (2024-)
Vào ngày 10 tháng 4 năm 2024, ông được tổng thống Lại Thanh Đức chọn làm thủ tướng của Đài Loan. Ông chính thức được bổ nhiệm làm thủ tướng vào ngày 20 tháng 5 năm 2024.